# Jan Deyman

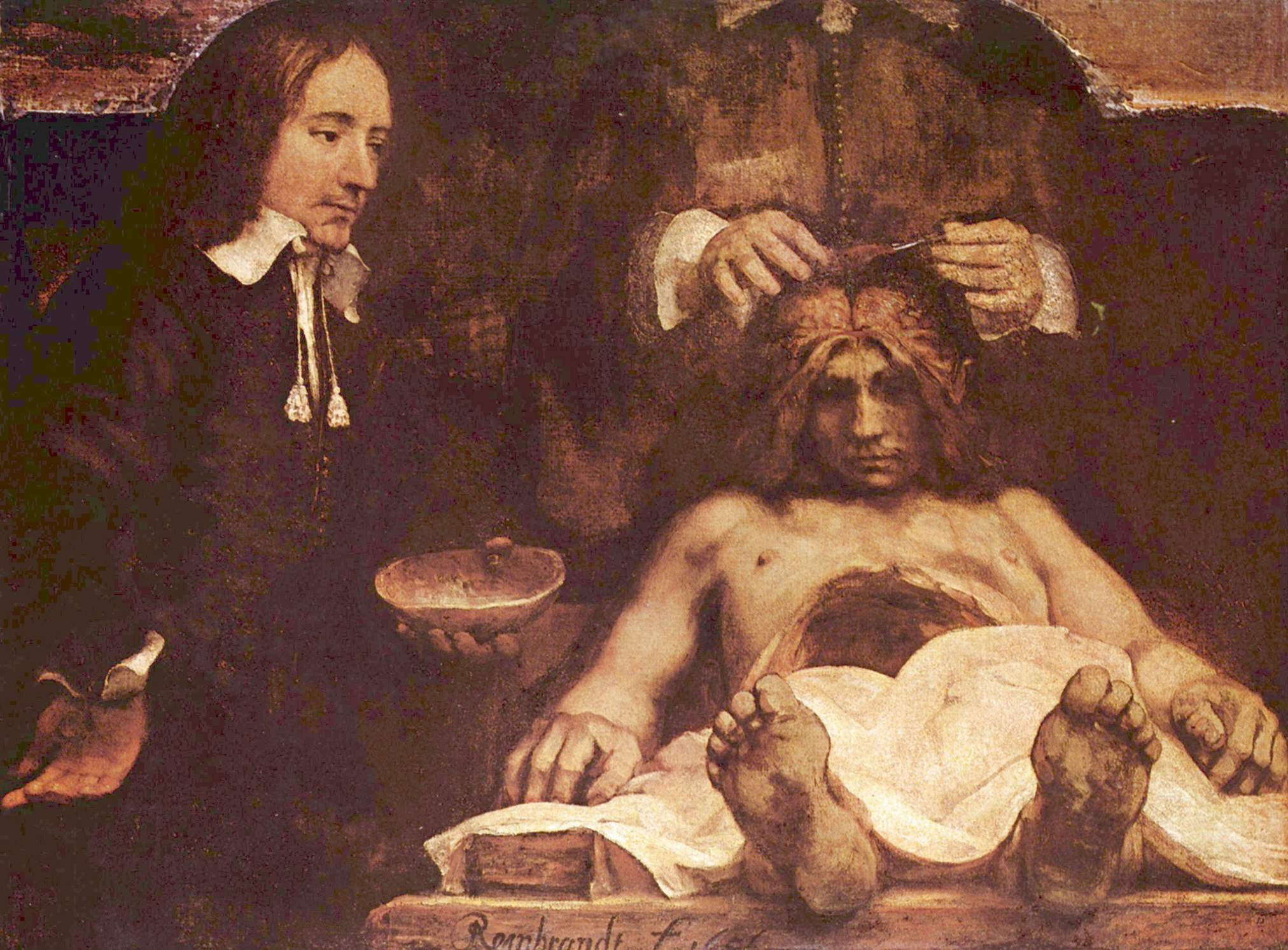
Fragment de La Leçon d'anatomie du docteur Deyman de Rembrandt

Jan Deyman (Joan ou Johannes Deymann), né en 1620 à Amsterdam et mort le 7 décembre 1666 à Paris) était un  chirurgien néerlandais.

## Biographie
Deyman est né dans la Bloemstraat à Amsterdam. Il est le fils de Wolphert Deyman, capitaine de la marine, et de Marie Troncquoy.
Il commence en 1638 ses études de médecine à l'Université de Leiden. En 1642, il passe son doctorat à l'Université d'Anger (Anjou). Les années suivantes, il exerce à Amsterdam. En 1653, il a est nommé inspecteur du Collegium Medicum. Il succède alorrs à Nicolaes Tulp comme praelector anatomiae et a été nommé professeur d'anatomie à Amsterdam. La même Année, il devient Inspecteur du Collegium année, il devient professeur de chirurgie au Atheneum Illustres à Amsterdam.
Deyman est connu en histoire de l'art par le tableau de Rembrandt, La Leçon d'anatomie du docteur Deyman, peint en 1656, et dont seul un fragment est conservé aujourd'hui au Musée d'Amsterdam. 
Deyman était marié avec Marie Bas, issue d'une riche famille de la bourgeoisie d'Amsterdam.